# Silvestro Dandolo
Silvestro Dandolo (Venecia, 29 de mayo de 1766 - Venecia, 17 de noviembre de 1847) fue un almirante austriaco.

## Biografía
Nació dentro de una familia noble veneciana, que había dado numerosos Dogos a la Serenísima República. Entró en la marina como Nobile di nave bajo el mando de Ángel Emo y a la edad de veinte años, después de algunos viajes y expediciones, fue propuesto para cargos más altos, accediendo al grado de Luogotenente di nave y nombrado comandante de fragata.
A continuación fue promovido Governatore di nave y, en el 1797, puesto al mando del Vittoria, un grueso navío de línea. Entretanto, ejerció como administrador regente de la isla de Citera y, más tarde, fue elegido albacea del Magistrado de las Aguas. Cuando los franceses entraron en la ciudad y la república desapareció, Dandolo abandonó la Marina y se retiró a la vida privada.
En el 1800 el emperador Francisco II le ofreció el mando de la fregata Bellona, en el cual Pío VII debía viajar de Venecia a Pésaro; más tarde decidió permanecer al servicio de marina imperial austríaca. Bajo la bandera imperial de Austria se distinguió en la defensa de Venecia contra los franceses (1805) y fue ascendido al grado de vicealmirante. Después del regreso de los franceses y la creación del Reino de Italia como estado satélite francés, se integró en la marina italiana y participó en numerosas acciones, al mando de la flota de la laguna, la división de fuerzas navales móviles del Adriático y el escuadrón naval de las Islas Jónicas.
Después del congreso de Viena, y vuelto el dominio austríaco, Dandolo volvió bajo su bandera, primero como encargado del arsenal marítimo, luego como comandante de la división naval del Mediterráneo y, por lo tanto, como jefe de un escuadrón naval asignado a la protección del tráfico mercantil.
En 1832 fue nombrado para dirigir un equipo naval austriaco en el Mediterráneo oriental, lo cual hizo hasta 1838. También fue presidente de las comisiones científicas de la marina veneciana y austriaca en Venecia, con funciones de vigilancia en el Colegio de Marina. Luego fue nombrado Lugarteniente del comandante supremo de la marina el archiduque Federico y, en 1847, durante poco más de un mes, lo sucedió como comandante en jefe de la marina imperial austríaca.
Murió en ese mismo año.